# Lista de canções gravadas por Leona Lewis
A seguir se apresentam a lista das canções gravadas por Leona Lewis, uma cantora e compositora britânica que já gravou material para dois álbuns demo, quatro álbuns de estúdio e um extended play. Ela também colaborou com outros artistas em duetos e participações, singles para caridade e bandas sonoras. Antes de vencer a terceira temporada da versão do Reino Unido do The X Factor, Lewis havia gravado um álbum demo intitulado Best Kept Secret em 2004 e 2005, que foi registado sob o selo UEG Entertainment mas não lançado. A UEG gastou aproximadamente 70 mil libras esterlinas na produção e gravação do disco, mas o demo não conseguiu atrair o interesse de editoras discográficas nem de executivos. Ele foi lançado online pela UEG em 2009, que afirmou ter os direitos do álbum, embora Lewis tenha revelado nunca ter assinado um contrato que declarasse que Best Kept Secret pudesse alguma vez ser lançado.

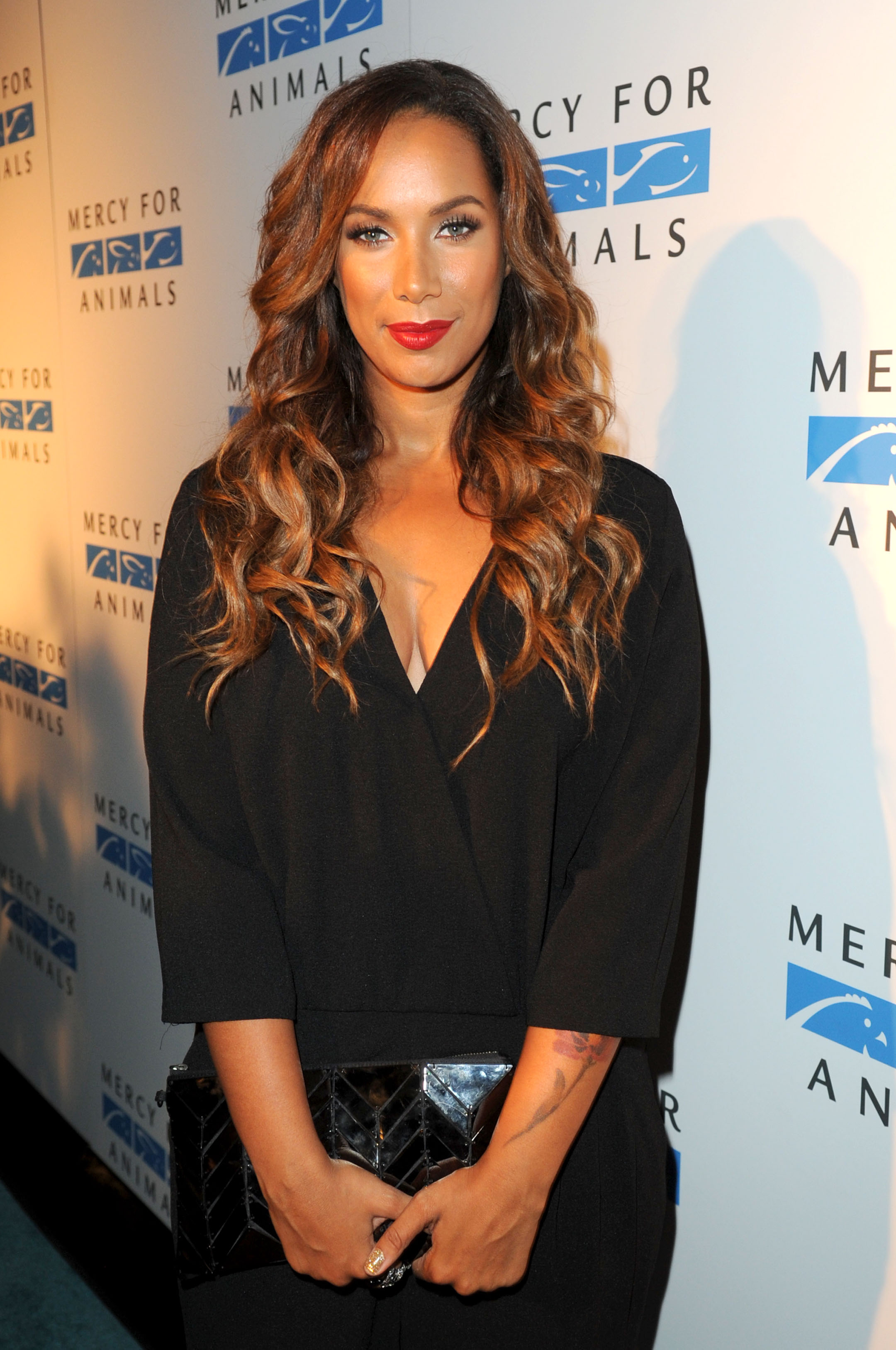
Lewis no tapete vermelho do evento Mercy for Animals em 2014.

Após vencer o The X Factor em Dezembro de 2006 e assinar um contrato no valor de 5 milhões de libras esterlinas com a editora de Simon Cowell, a Syco Music, e com a J Records de Clive Davis, a artista começou a trabalhar com os compositores Ryan Tedder e Steve Mac, entre outros, no seu álbum de estúdio de estreia, Spirit, lançado em Novembro de 2007. O primeiro single, "A Moment Like This" (2006), foi lançado no dia após Lewis vencer o The X Factor, e o segundo single, "Bleeding Love", foi lançado em Outubro de 2007. A intérprete também fez uma versão cover de "The First Time Ever I Saw Your Face" (1972), gravada originalmente por Roberta Flack em 1969, para Spirit. Cowell conceptualizou a canção "Footprints in the Sand", e assim foi creditado como um compositor. Lewis também co-escreveu a música "Here I Am" com Walter Afanasieff. O ré-lançamento de Spirit em Novembro de 2008 foi acompanhado por uma versão cover de "Run", originalmente gravada pelos Snow Patrol e lançada em 2004.
De acordo com a cantora, o seu segundo álbum de estúdio, Echo (2009), foi mais orientado por guitarras que Spirit. Além de trabalhar com Tedder novamente, Lewis colaborou com Justin Timberlake na faixa "Don't Let Me Down", na qual ele forneceu os vocais de apoio, e Kevin Rudolf em "Love Letter". A artista australiana Che'Nelle co-escreveu a canção "Can't Breathe" com Lewis e cinco outros compositores. Lewis fez uma aparição na banda sonora do filme Avatar (2009) na canção "I See You (Theme from Avatar)". Em Agosto de 2011, a cantora lançou um single para o verão intitulado "Collide", uma colaboração com o DJ Avicii. Embora inicialmente tivesse sido intencionado para ser o primeiro single do seu terceiro álbum de estúdio, Glassheart (2012), não foi incluso no alinhamento de faixas final. Foi lançado também Hurt: The EP em Dezembro de 2011, para antecipar o lançamento de Glassheart para os fãs. O EP consiste em três versões cover: "Hurt" de Nine Inch Nails, "Iris" pelos Goo Goo Dolls e "Colorblind" de Counting Crows.
Pouco tempo antes do lançamento de Glassheart, a cantora revelou que o conteúdo do disco seria muito diferente daquele presente em Spirit e Echo, afirmando que apesar de este iria ser "experimental", ainda teria um som "clássico". "Trouble" (2012), o primeiro single de Glassheart, com participação de Childish Gambino, combina elementos dos géneros musicais hip-hop e trip hop. Foi ainda co-escrita por Lewis com Emeli Sandé, entre outros. Sandé co-escreveu duas outras faixas intituladas "I to You" e "Sugar". Ela também compôs uma música intitulada "Mountains", que foi originalmente planeada para ser incluída no alinhamento de faixas de Glassheart, contudo, Sandé decidiu reivindicar a canção e incluí-la no seu álbum de estreia, Our Version of Events (2012). Fraser T Smith, que foi apontado por Lewis como o produtor executivo do álbum, esteve fortemente envolvido nas sessões de gravação para Glassheart, e foi creditado como co-escritor de "Trouble", "Un Love Me", "Come Alive", "Stop the Clocks" e "Fingerprint". Lewis ré-uniu-se com Tedder na faixa "Glassheart", uma canção inspirada por dubstep, e co-escreveu "Shake You Up" com Rodney "Darkchild" Jerkins e Olivia Waithe.

## Canções

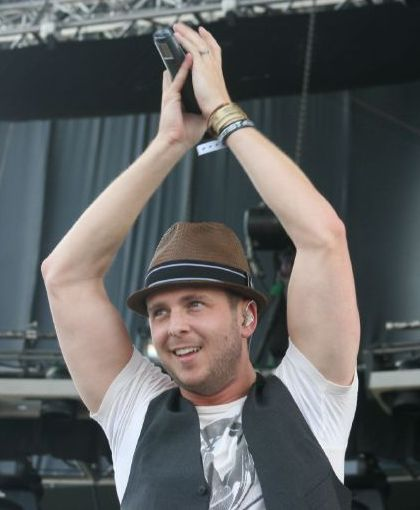
O britânico Ryan Tedder co-escreveu "Bleeding Love" (2007) para Lewis. O sucesso do tema [ermitiu que viessem a colaborar por mais vezes.

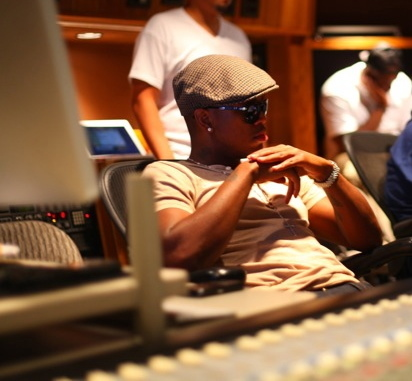
O norte-americano Ne-Yo co-escreveu o tema "I'm You" para Spirit (2007) e acompanhou Lewis na gravação.

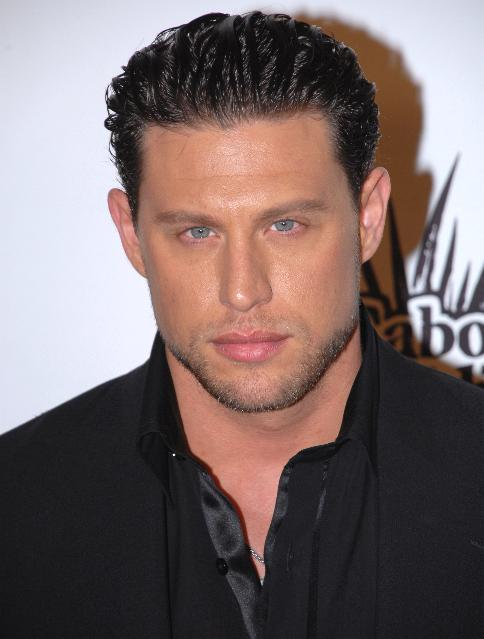
O sul-africano Jonathan Reuven Rotem compôs "Forgive Me" (2008) para a versão norte-americana de Spirit (2007).

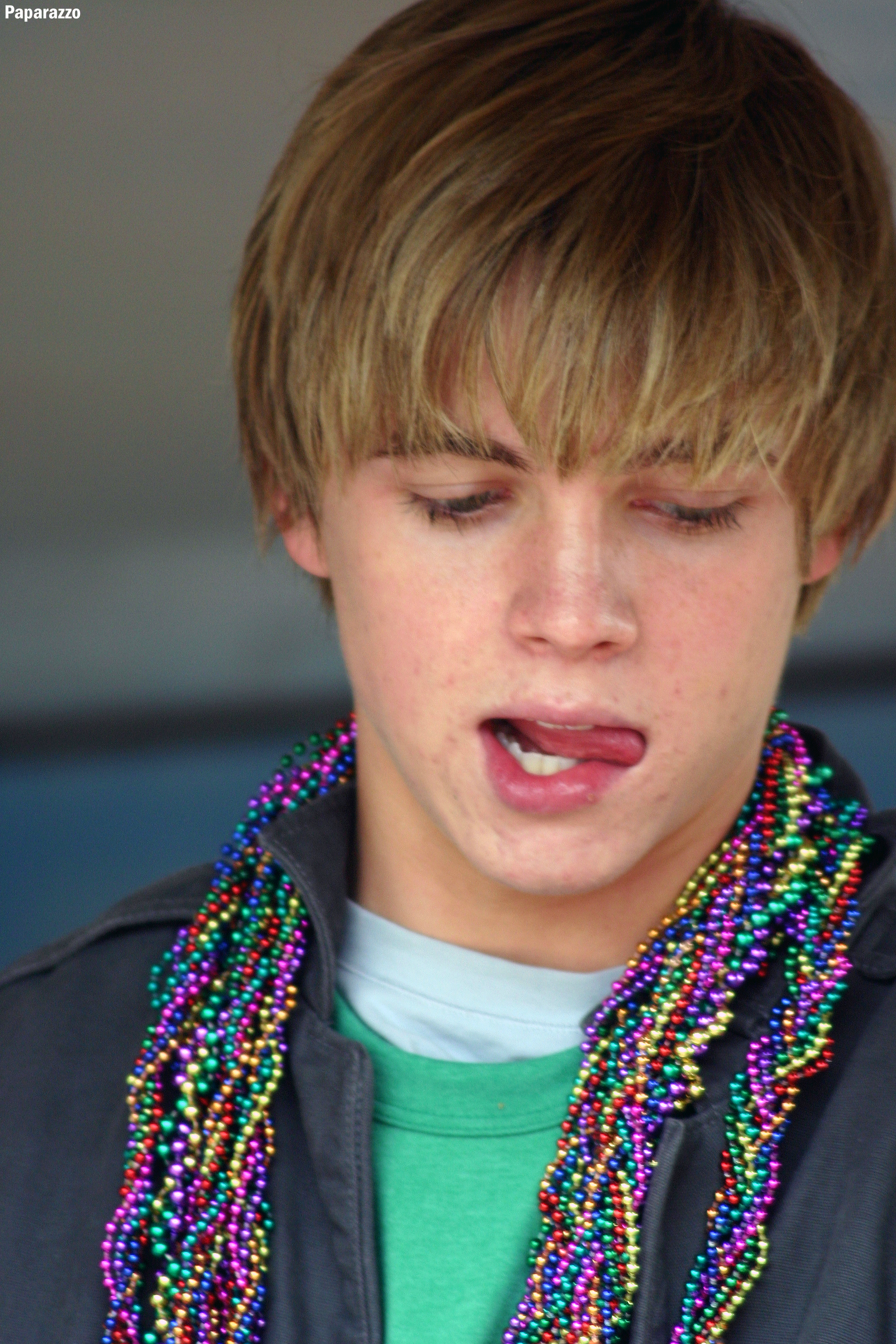
O norte-americano Jesse McCartney co-escreveu "Bleeding Love" (2007), primeiro single internacional de Spirit.

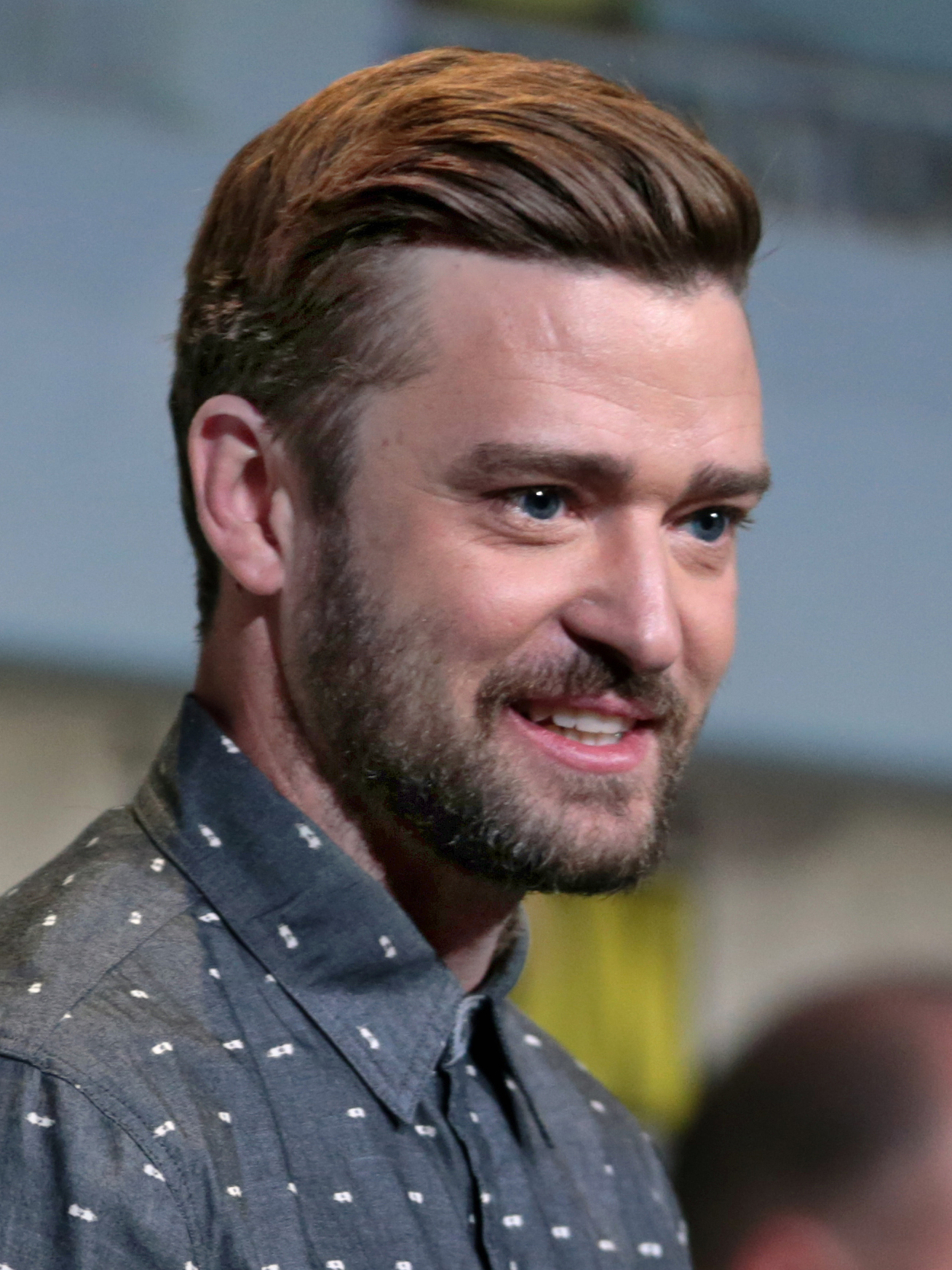
O norte-americano Justin Timberlake co-escreveu "Don't Let Me Down" para Echo (2009) e ainda gravou vocais de apoio.

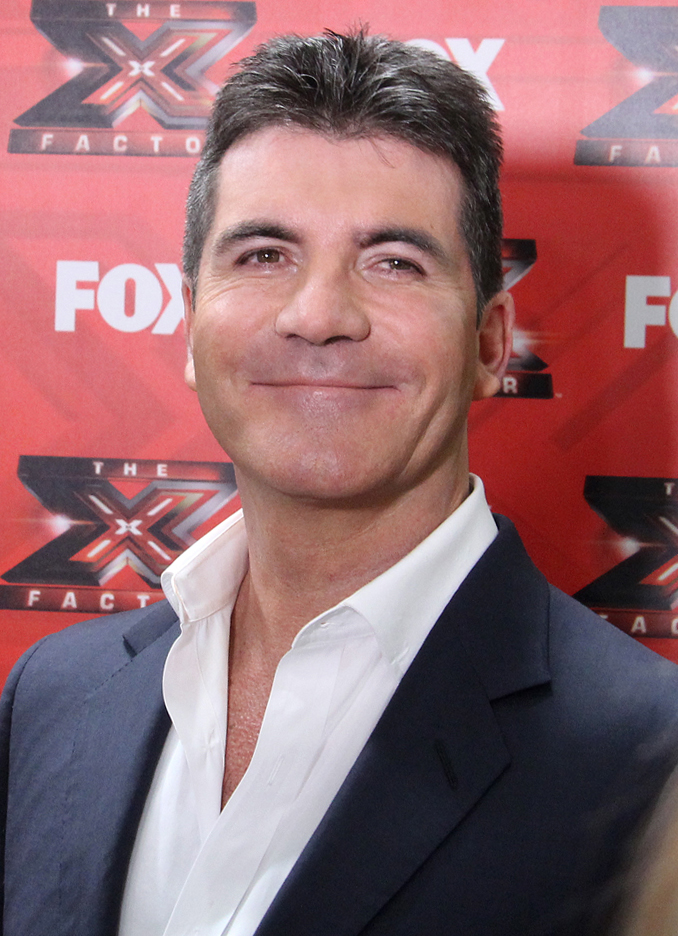
Simon Cowell sugeriu a inclusão de versos do poema "Footprints" em "Footprints in the Sand", e foi então creditado como um compositor.

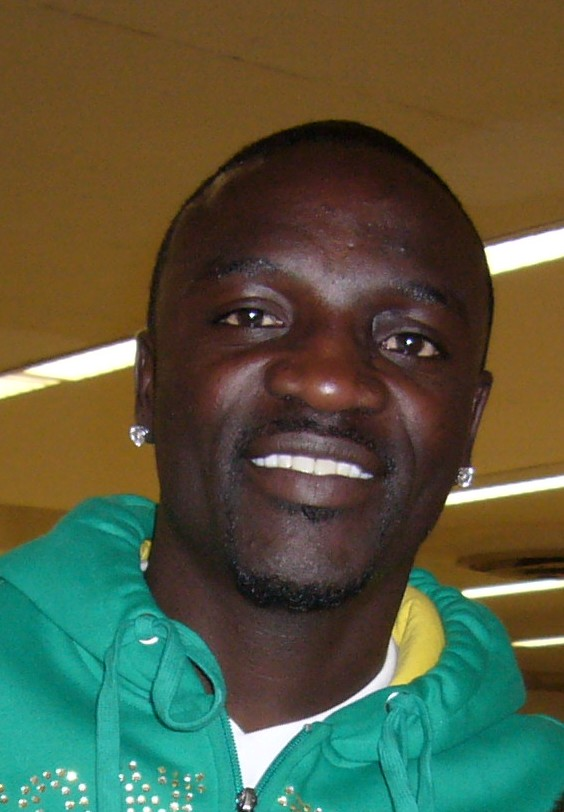
O senegalês Akon co-escreveu e produziu "Forgive Me" para a versão norte-americana de Spirit.

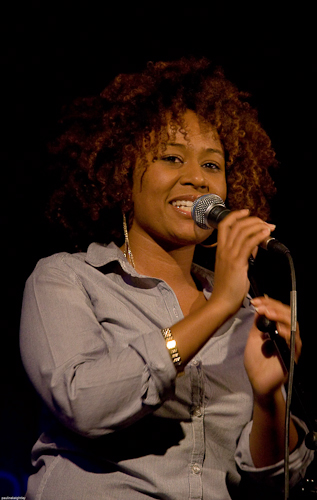
Emeli Sandé co-escreveu algumas faixas de Glassheart.

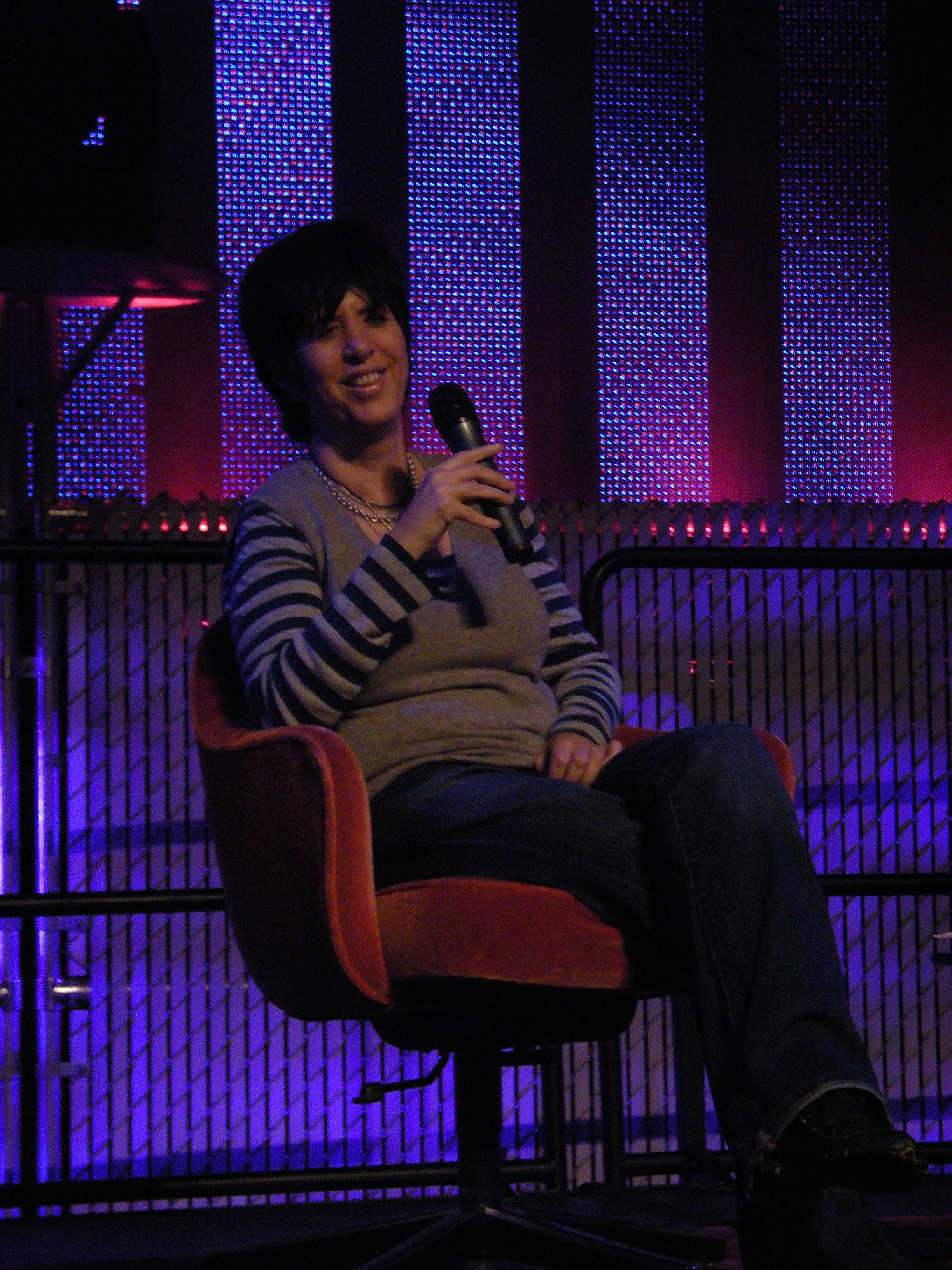
Lewis e Diane Warren uniram-se devido ao activismo pelos direitos dos animais e já colaboraram por várias vezes, inclusive em I Am (2015).

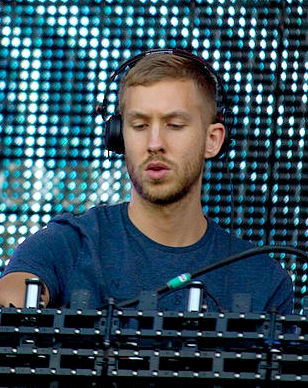
"We Found Love" foi originalmente gravada por Lewis para Glassheart (2012), porém, foi mais tarde reclamada pelo compositor Calvin Harris.

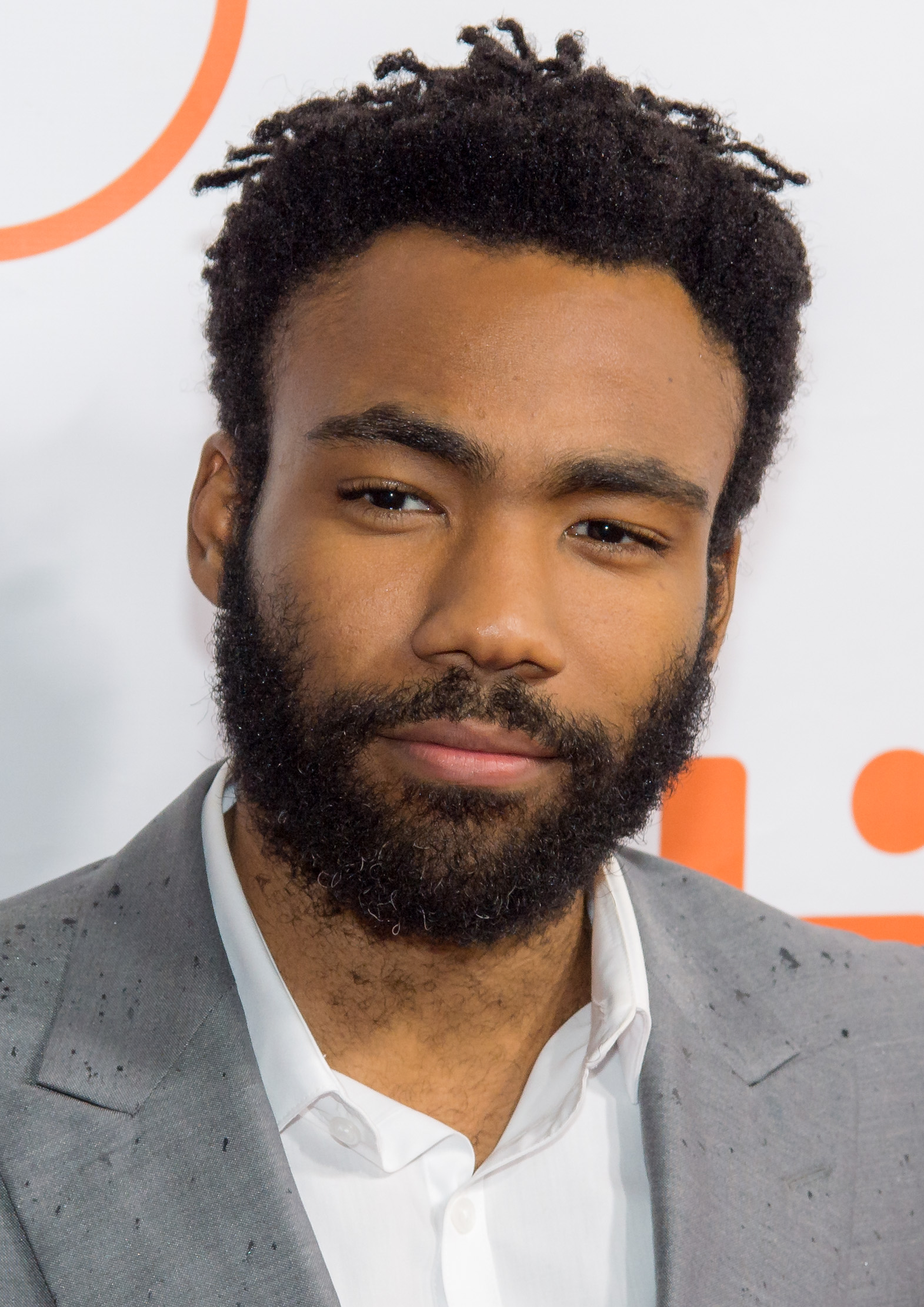
O norte-americano Childish Gambino fez uma participação na remistura de "Trouble".

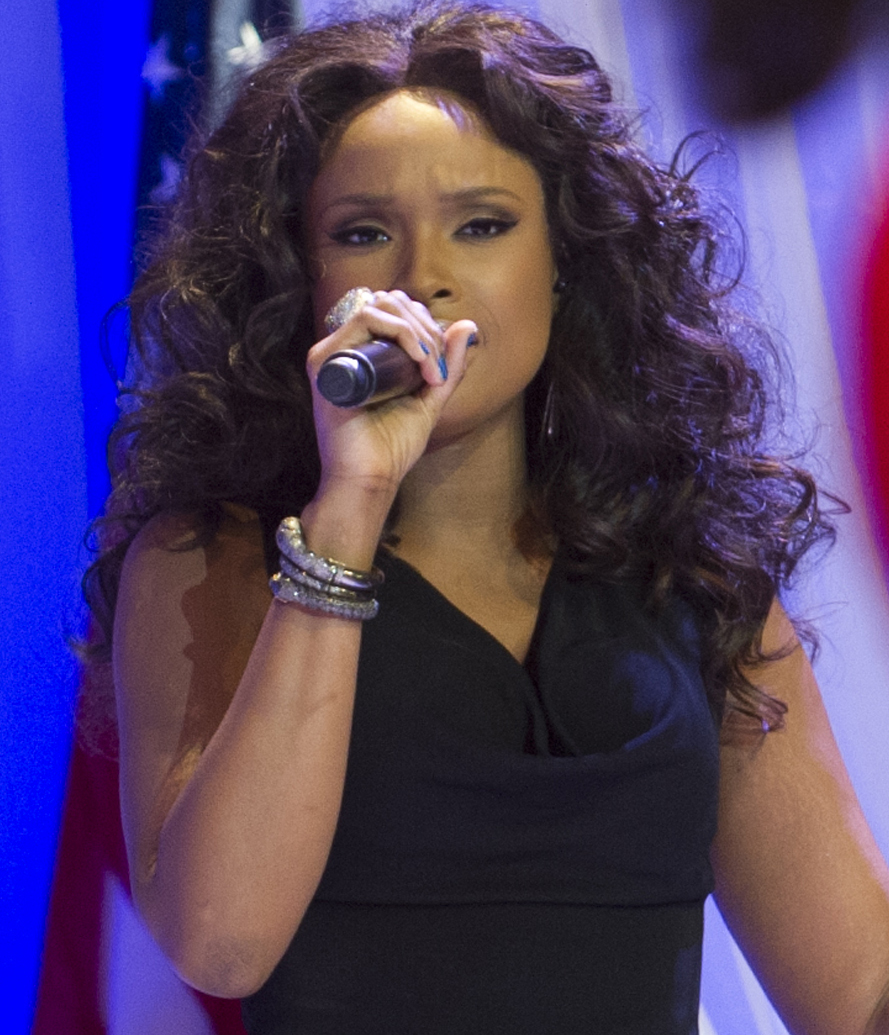
Jennifer Hudson gravou um dueto com Lewis intitulado "Love is Your Color" para a banda sonora de Sex and the City 2.

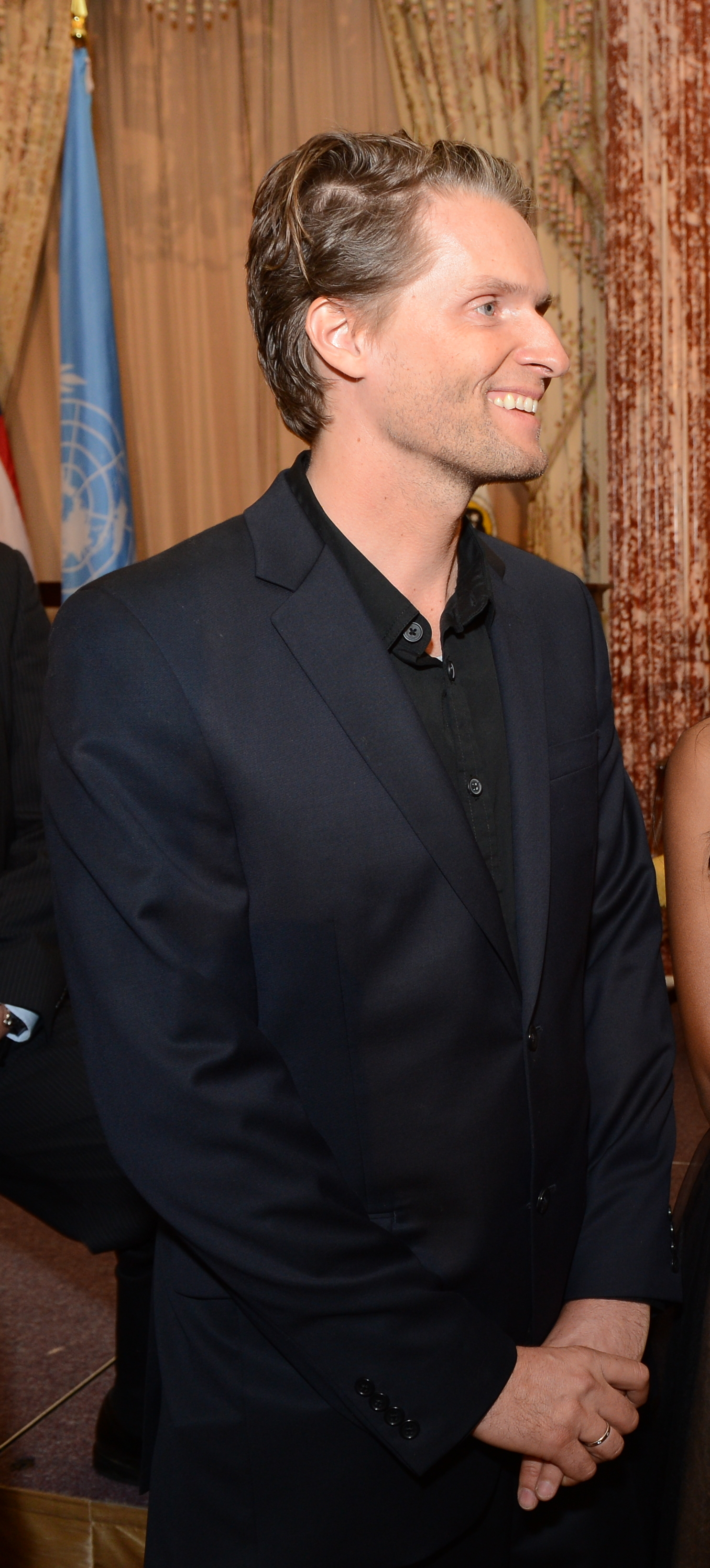
O alemão Toby Gad co-escreveu a maior parte de I Am (2015).

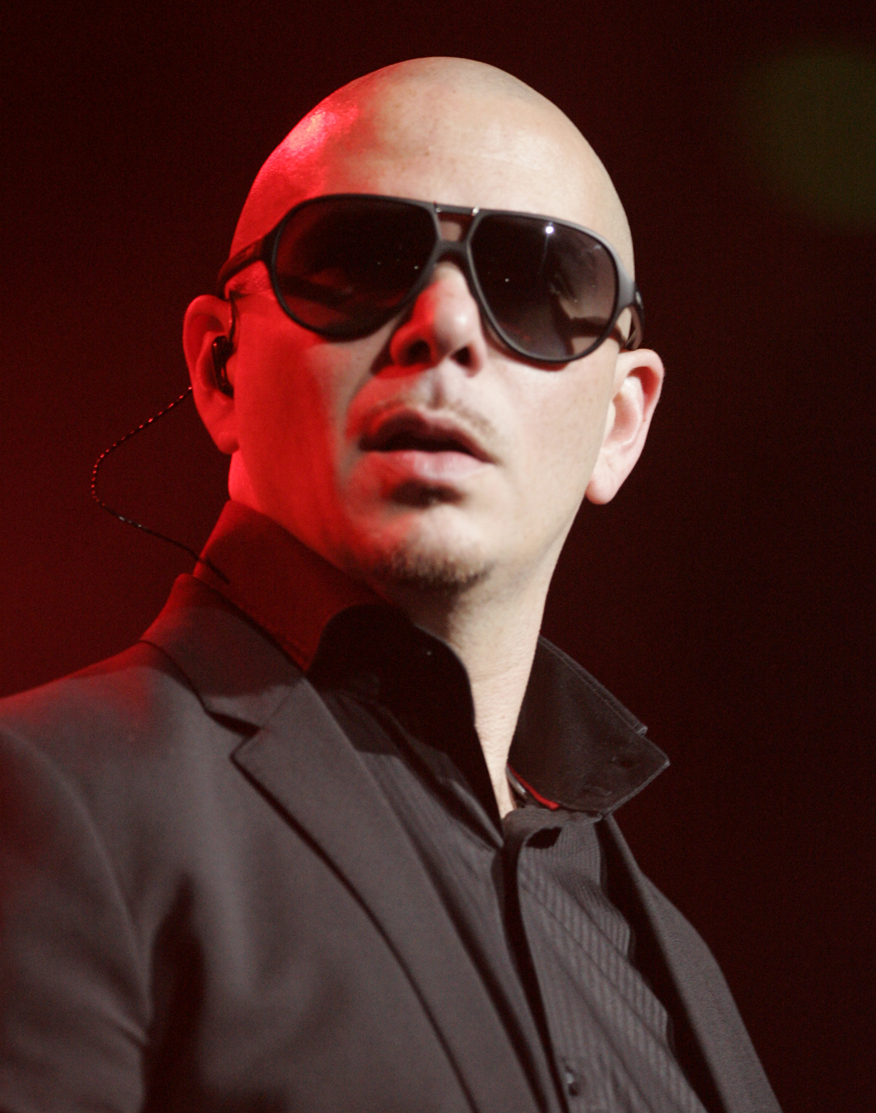
O rapper Pitbull já colaborou por duas vezes com Lewis, inclusive na banda sonora do filme Gotti (2018).

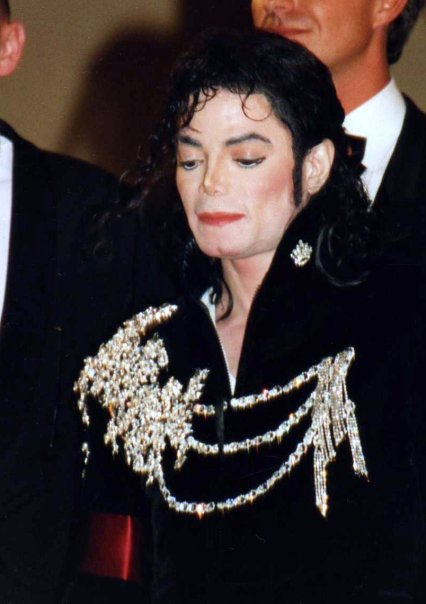
Lewis gravou uma versão cover de "I Can't Help It" (1979), tema originalmente gravado por Michael Jackson.

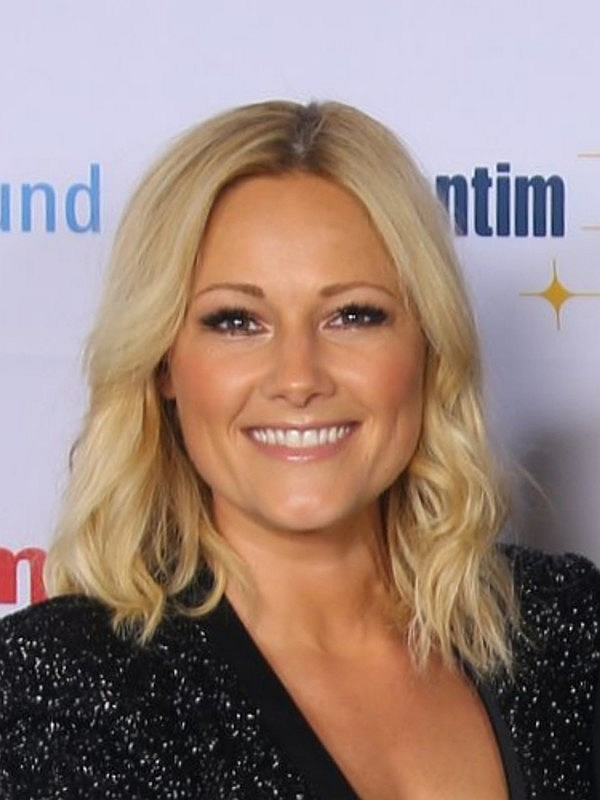
A alemã Helene Fischer regravou "Run" com Lewis em 2020.

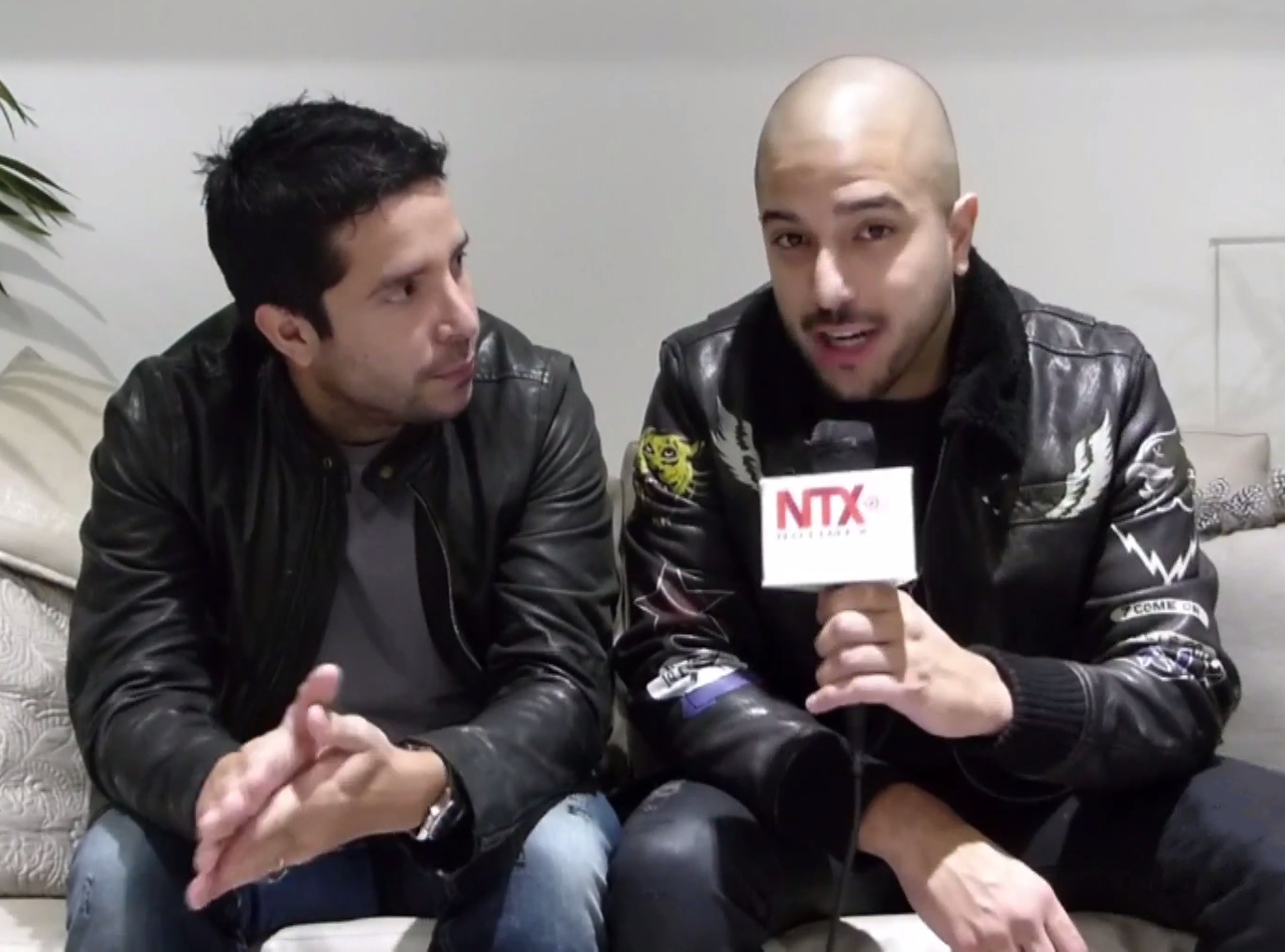
O duo latino Cali y El Dandee gravou o tema "Solo Quiero (Somebody to Love)" com Lewis e estreou-o no programa Songland.

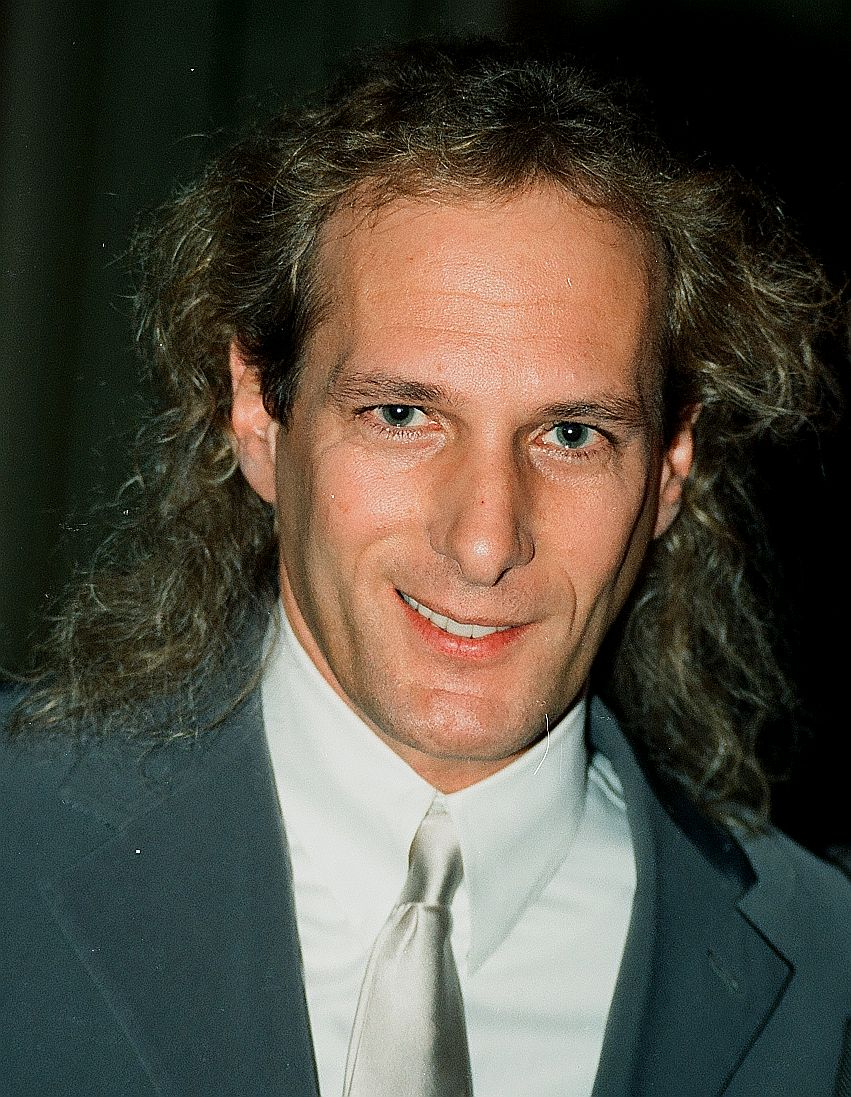
Michael Bolton convidou Lewis a participar de "Ain't No Mountain High Enough" em 2014.

| Canção | Compositor(es) | Álbum                                                                                | Ano      | Ref.          |
| --- | --- | ------------------------------------------------------------------------------------ | -------- | ------------- |
| "Another Love Song" | Leona Lewis Toby Gad Ben Kohn Tom Barnes Pete Kelleher | I Am                                                                                 | 2015     | [ a 5 ]       |
| "Burn" | Ryan Tedder Ellie Goulding Greg Kurstin Noel Zancanella Brent Kutzle | —                                                                                    | 2012     | [ n 1 ]       |
| "Ave Maria" | Franz Schubert Walter Scott | Christmas, with Love                                                                 | 2013     | [ a 6 ]       |
| "Christmas (Baby Please Come Home)" | Jeff Barry Ellie Greenwich Phil Spector | Christmas, with Love                                                                 | 2013     | [ a 6 ]       |
| "I Wish It Could Be Christmas Everyday" | Roy Wood | Christmas, with Love                                                                 | 2013     | [ a 6 ]       |
| "Mr. Right" | Leona Lewis Richard Stannard Camille Purcell Jez Ashurst Ash Howes | Christmas, with Love                                                                 | 2013     | [ a 6 ]       |
| "O Holy Night" | Adolphe Adam | Christmas, with Love                                                                 | 2013     | [ a 6 ]       |
| "One More Sleep" | Leona Lewis Richard Stannard Iain James Jez Ashurst Bradford Ellis | Christmas, with Love                                                                 | 2013     | [ a 6 ]       |
| "One More Sleep" (acústico) | Leona Lewis Richard Stannard Iain James Jez Ashurst Bradford Ellis | —                                                                                    | 2020     | [ a 7 ]       |
| "Silent Night" | Franz Xaver Gruber Joseph Mohr | Christmas, with Love                                                                 | 2013     | [ a 6 ]       |
| "White Christmas" | Irving Berlin | Christmas, with Love                                                                 | 2013     | [ a 6 ]       |
| "Winter Wonderland" | Felix Bernard Dick Smith | Christmas, with Love                                                                 | 2013     | [ a 6 ]       |
| "You Knew Me When" | Diane Warren | I Am                                                                                 | 2015     | [ a 5 ]       |
| "Your Hallelujah" | Leona Lewis Jon Irvine Autumn Rowe Lauren Christy | Christmas, with Love                                                                 | 2013     | [ a 6 ]       |
| "Alive" | Danielle Brisebois John Shanks Leona Lewis | Echo                                                                                 | 2009     | [ a 2 ]       |
| "Angel" | Amund Bjørklund Espen Lind Johntá Austin Mikkel Storleer Eriksen Tor Erik Hermansen                                                                                              | Spirit                                                                               | 2007     | [ a 1 ]       |
| "Bad Boy" | Barry Offoh | Best Kept Secret                                                                     | 2009     | [ n 2 ]       |
| "The Best You Never Had" | Billy Steinberg Josh Alexander | Spirit                                                                               | 2007     | [ a 1 ]       |
| "Better in Time" | Andrea Martin Jonathan Rotem | Spirit                                                                               | 2007     | [ a 1 ]       |
| "Bleeding Love" | Jesse McCartney Ryan Tedder | Spirit                                                                               | 2007     | [ a 1 ]       |
| "Brave" | Andrew Frampton Julian Bunetta Leona Lewis Savan Kotecha | Echo                                                                                 | 2009     | [ a 2 ]       |
| "Brave" (ao vivo no Hackney Empire) | Andrew Frampton Julian Bunetta Leona Lewis Savan Kotecha | Echo                                                                                 | 2009     | [ n 3 ]       |
| "Broken" | Alonzo Mario Stevenson John Shanks Leona Lewis | Echo                                                                                 | 2009     | [ a 2 ]       |
| "Can't Breathe" | Cheryline Lim Gavriel Amino Keith Ross Leona Lewis Lundon J. Knighten Michael Malih Uriel Kadouch                                                                                | Echo                                                                                 | 2009     | [ a 2 ]       |
| "Collide" (com Avicii) | Arash Pournouri Autumn Rowe Sandy Wilhelm Simon Jeffes Tim Berg | —                                                                                    | 2011     | [ 17 ]        |
| "Collide" (Afrojack Remix) (com Avicii) | Arash Pournouri Autumn Rowe Sandy Wilhelm Simon Jeffes Tim Berg | Glassheart                                                                           | 2012     | [ 18 ]        |
| "Come Alive" | Fraser T. Smith Ina Wroldsen | Glassheart                                                                           | 2012     | [ a 3 ]       |
| "Come Alive" (acústico) | Fraser T. Smith Ina Wroldsen | Glassheart                                                                           | 2012     | [ a 3 ]       |
| "Colorblind" | Adam Duritz Charlie Gillingham | Hurt: The EP                                                                         | 2011     | [ a 9 ]       |
| "Colorblind" (versão acústica) | Adam Duritz Charlie Gillingham | Glassheart                                                                           | 2012     | [ a 3 ]       |
| "Dip Down" | Barry Offoh | Best Kept Secret                                                                     | 2009     | [ n 2 ]       |
| "Don't Let Me Down" | James Fauntleroy Justin Timberlake Leona Lewis Mike Elizondo Robin Tadross | Echo                                                                                 | 2009     | [ a 2 ]       |
| "Everybody Hurts" (como parte de Helping Haiti) | Bill Berry Michael Stipe Mike Mills Peter Buck | —                                                                                    | 2010     | [ 19 ]        |
| "We Found Love" | Calvin Harris | —                                                                                    | 2012     | [ n 4 ]       |
| "Favorite Scar" | Curt Smith Leona Lewis Noel Zancanella Roland Orzabal Ryan Tedder | Glassheart                                                                           | 2012     | [ n 5 ]       |
| "Fingerprint" | Fraser T. Smith Laura Pergolizzi Leona Lewis | Glassheart                                                                           | 2012     | [ a 3 ]       |
| "Fireflies" | Craigie Dodds | Glassheart                                                                           | 2012     | [ a 3 ]       |
| "The First Time Ever I Saw Your Face" | Ewan MacColl | Spirit                                                                               | 2007     | [ a 1 ]       |
| "The First Time Ever I Saw Your Face" (ao vivo no Hackney Empire)                                                                                  | Ewan MacColl | Echo                                                                                 | 2009     | [ n 3 ]       |
| "Fly Here Now" | Jeff Bhasker Leona Lewis | Echo                                                                                 | 2009     | [ a 2 ]       |
| "Footprints in the Sand" | David Kreuger Per Magnusson Richard Page Simon Cowell | Spirit                                                                               | 2007     | [ a 1 ]       |
| "Forgive Me" | Aliaune Thiam Claude Kelly Giorgio Tuinfort | Spirit                                                                               | 2008     | [ n 6 ]       |
| "Forgiveness" | Kara DioGuardi Leona Lewis Salaam Remi | Spirit                                                                               | 2008     | [ n 6 ]       |
| "Glassheart" | Brent Kutzle Fis Shkreli Justin Franks Leona Lewis Noel Zancanella Peter Svensson Ryan Tedder                                                                                    | Glassheart                                                                           | 2012     | [ a 3 ]       |
| "Glassheart" (versão acústica) | Brent Kutzle Fis Shkreli Justin Franks Leona Lewis Noel Zancanella Peter Svensson Ryan Tedder                                                                                    | Glassheart                                                                           | 2012     | [ a 3 ]       |
| "Happy" | E. Kidd Bogart Leona Lewis Ryan Tedder | Echo                                                                                 | 2009     | [ a 2 ]       |
| "Heartbeat" | Arnthor Birgisson Ina Wroldsen Leona Lewis | Lado B de "I Got You"                                                                | 2010     | [ 21 ]        |
| "Here I Am" | Brett James Leona Lewis Walter Afanasieff | Spirit                                                                               | 2007     | [ a 1 ]       |
| "Homeless" | Jörgen Elofsson | Spirit                                                                               | 2007     | [ a 1 ]       |
| "Hurt" | Trent Reznor | Hurt: The EP                                                                         | 2011     | [ a 9 ]       |
| "I Can't Say Hello" | Barry Offoh | Best Kept Secret                                                                     | 2009     | [ n 2 ]       |
| "I Got You" | Arnthor Birgisson Max Martin Savan Kotecha | Echo                                                                                 | 2009     | [ a 2 ]       |
| "I Know Who I Am" | Gregory William Barnhill Joanna Cotten Melissa Toni Manchester | For Colored Girls: Music From and Inspired by the Original Motion Picture Soundtrack | 2010     | [ 22 ]        |
| "I See You" | James Horner Kuk Harrell Simon Franglen | Avatar: Music from the Motion Picture                                                | 2009     | [ n 7 ]       |
| "I to You" | Christopher Crowhurst Emeli Sandé Leona Lewis | Glassheart                                                                           | 2012     | [ a 3 ]       |
| "I Wanna Be That Girl" | Barry Offoh | Best Kept Secret                                                                     | 2009     | [ n 2 ]       |
| "I Will Be" | Avril Lavigne Lukasz Gottwald Max Martin | Spirit                                                                               | 2007     | [ a 1 ]       |
| "I'm So Into You" | Brian Morgan | Best Kept Secret                                                                     | 2009     | [ n 2 ]       |
| "I'm You" | Eric Hudson Shaffer Smith | Spirit                                                                               | 2007     | [ a 1 ]       |
| "Inaspettata (Unexpected)" (com Biagio Antonacci)                                                                                                  | Biagio Antonacci Leona Lewis | Inaspettata                                                                          | 2010     | [ 23 ] [ 24 ] |
| "Iris" | John Rzeznik | Hurt: The EP                                                                         | 2011     | [ a 9 ]       |
| "Joy" | Barry Offoh | Best Kept Secret                                                                     | 2009     | [ n 2 ]       |
| "Just Stand Up!" (com várias intérpretes) | Kenneth "Babyface" Edmonds Ronnie Walton | —                                                                                    | 2008     | [ 25 ]        |
| "Let It Rain" | Danielle Brisebois John Shanks Leona Lewis | Echo                                                                                 | 2009     | [ a 2 ]       |
| "Lost Then Found" (com OneRepublic) | Dan Muckala Jess Cates Leona Lewis Lindy Robbins Ryan Tedder | Echo                                                                                 | 2009     | [ a 2 ]       |
| "L.O.V.E.U." | Barry Offoh | Best Kept Secret                                                                     | 2009     | [ n 2 ]       |
| "Lovebird" | Bonnie McKee Joshua Coleman Lukasz Gottwald | Glassheart                                                                           | 2012     | [ a 3 ]       |
| "Love is Your Color" (com Jennifer Hudson) | Claude Kelly Michael R. Mentore Salaam Remi | Sex and the City 2: Original Motion Picture Soundtrack                               | 2010     | [ 26 ]        |
| "Love Letter" | J. Kasher Kevin Rudolf | Echo                                                                                 | 2009     | [ a 2 ]       |
| "A Moment Like This" | John Reid Jörgen Elofsson | Spirit                                                                               | 2006     | [ a 1 ]       |
| "Misses Glass" | Terry Thomas II Theron Thomas | Spirit                                                                               | 2008     | [ a 1 ]       |
| "Mountains" | Luke Juby Shahid Khan James Murray Mustafa Omer Emeli Sandé | —                                                                                    | 2012     | [ n 8 ]       |
| "My Hands" | Arnthor Birgisson Ina Wroldsen | Echo                                                                                 | 2009     | [ a 2 ]       |
| "Myself" (com participação de Novel) | Alonzo Mario Stevenson Graham N. Marsh Justin E. Boykin Leona Lewis | Spirit                                                                               | 2008     | [ n 6 ]       |
| "Naked" | Kristian Lundin Leona Lewis Savan Kotecha | Echo                                                                                 | 2009     | [ a 2 ]       |
| "Outta My Head" | Karl Johan Schuster Max Martin Savan Kotecha | Echo                                                                                 | 2009     | [ a 2 ]       |
| "Fire Under My Feet" | Leona Lewis Toby Gad | I Am                                                                                 | 2015     | [ a 5 ]       |
| "Fire Under My Feet" (United Studios Sessions) | Leona Lewis Toby Gad | I Am                                                                                 | 2015     | [ a 5 ]       |
| "I Am" | Leona Lewis Toby Gad | I Am                                                                                 | 2015     | [ a 5 ]       |
| "I Am" (versão acústica) | Leona Lewis Toby Gad Eg White | I Am                                                                                 | 2015     | [ a 5 ]       |
| "I Got You" | Leona Lewis Toby Gad | I Am                                                                                 | 2015     | [ a 5 ]       |
| "Ladders" | Leona Lewis Toby Gad | I Am                                                                                 | 2015     | [ a 5 ]       |
| "Power" | Leona Lewis Toby Gad | I Am                                                                                 | 2015     | [ a 5 ]       |
| "Thank You" | Leona Lewis Toby Gad | I Am                                                                                 | 2015     | [ a 5 ]       |
| "The Best and the Worst" | Leona Lewis Toby Gad | I Am                                                                                 | 2015     | [ a 5 ]       |
| "The Essence of Me" | Leona Lewis Toby Gad | I Am                                                                                 | 2015     | [ a 5 ]       |
| "Thick Skin" | Leona Lewis Toby Gad | I Am                                                                                 | 2015     | [ a 5 ]       |
| "Thunder" | Leona Lewis Toby Gad | I Am                                                                                 | 2015     | [ a 5 ]       |
| "Thunder" (versão acústica) | Leona Lewis Toby Gad | I Am                                                                                 | 2015     | [ a 5 ]       |
| "Private Party" | Barry Offoh | Best Kept Secret                                                                     | 2009     | [ n 2 ]       |
| "Ready to Get Down" | Barry Offoh | Best Kept Secret                                                                     | 2009     | [ n 2 ]       |
| "Ride a White Swan" (interlúdio em vídeo) | Marc Bolan | The Labyrinth Tour – Live at the O2                                                  | 2010     | [ n 9 ]       |
| "Run" | Gary Lightbody Iain Archer Jonathan Quinn Mark McClelland Nathan Connolly | Spirit                                                                               | 2008     | [ n 6 ]       |
| "Shake You Up" | Leona Lewis Olivia Waithe Rodney "Darkchild" Jerkins | Glassheart                                                                           | 2012     | [ a 3 ]       |
| "Silly Girl" | Barry Offoh | Best Kept Secret                                                                     | 2009     | [ n 2 ]       |
| "Stone Hearts and Hand Grenades" | Andrew Frampton E. Kidd Bogart Julian Bunetta Leona Lewis | Echo                                                                                 | 2009     | [ n 10 ]      |
| "Stop Crying Your Heart Out" | Noel Gallagher | Echo                                                                                 | 2009     | [ a 2 ]       |
| "Stop the Clocks" | Fraser T. Smith Jörgen Elofsson Leona Lewis Rachel Moulden | Glassheart                                                                           | 2012     | [ a 3 ]       |
| "Sugar" | Alexander Shuckburg Emeli Sandé | Glassheart                                                                           | 2012     | [ a 3 ]       |
| "Take a Bow" | Louis Biancaniello Ryan Tedder Sam Watters Wayne Wilkins | Spirit                                                                               | 2007     | [ a 1 ]       |
| "They Don't Care About Us" (interlúdio em vídeo)                                                                                                   | Michael Jackson | The Labyrinth Tour – Live at the O2                                                  | 2010     | [ n 9 ]       |
| "Trouble" | Emeli Sandé Fraser T. Smith Hugo Chegwin Harry Craze Leona Lewis Shahid Khan | Glassheart                                                                           | 2012     | [ a 3 ]       |
| "Trouble" (versão acústica) | Emeli Sandé Fraser T. Smith Hugo Chegwin Harry Craze Leona Lewis Shahid Khan | Glassheart                                                                           | 2012     | [ a 3 ]       |
| "Trouble" (com participação de Childish Gambino)                                                                                                   | Emeli Sandé Fraser T Smith Hugo Chegwin Harry Craze James Murray Leona Lewis Musta Omer Shahid Khan                                                                              | Glassheart                                                                           | 2012     | [ a 3 ]       |
| "Un Love Me" | Bonnie McKee Fraser T Smith Kelly Sheehan | Glassheart                                                                           | 2012     | [ 28 ]        |
| "Whatever It Takes" | Alonzo Mario Stevenson Leona Lewis Tony Reyes | Spirit                                                                               | 2007     | [ a 1 ]       |
| "When It Hurts" | Andrea Martin Luke Juby Shahid Khan | Glassheart                                                                           | 2012     | [ a 3 ]       |
| "Yesterday" | Jordan Omley Louis Biancaniello Michael Mani Nina Woodford Sam Watters | Spirit                                                                               | 2007     | [ a 1 ]       |
| "You Bring Me Down" | Leona Lewis Salaam Remi Taj Jackson | Spirit                                                                               | 2008     | [ n 6 ]       |
| "You Don't Care" | Leona Lewis Ryan Tedder | Echo                                                                                 | 2009     | [ a 2 ]       |
| "Paradise" | Leona Lewis | Twilight                                                                             | 2004     | [ a 11 ]      |
| "Twilight" | Leona Lewis | Twilight                                                                             | 2004     | [ a 11 ]      |
| "Wings" | Leona Lewis | Twilight                                                                             | 2004     | [ a 11 ]      |
| "Words" | Leona Lewis | Twilight                                                                             | 2004     | [ a 11 ]      |
| "Fascinated" | Leona Lewis | Twilight                                                                             | 2004     | [ a 11 ]      |
| "Baby Girl" | Leona Lewis | Twilight                                                                             | 2004     | [ a 11 ]      |
| "Could You be the One" | Leona Lewis | Twilight                                                                             | 2004     | [ a 11 ]      |
| "How Many Times" | Leona Lewis | Twilight                                                                             | 2004     | [ a 11 ]      |
| "I Can't Help It" | Stevie Wonder Susaye Greene | Twilight                                                                             | 2004     | [ a 11 ]      |
| "Learn to Love You" | Leona Lewis | Twilight                                                                             | 2004     | [ a 11 ]      |
| "So Deep" | Leona Lewis | Twilight                                                                             | 2004     | [ a 11 ]      |
| "It's All For You" | Leona Lewis | It's All for You                                                                     | 2012     | [ a 12 ]      |
| "What You Do To Me (Fever)" | Leona Lewis | It's All for You                                                                     | 2012     | [ a 12 ]      |
| "Dance With You" (com participação de N. Clarke)                                                                                                   | Leona Lewis | It's All for You                                                                     | 2012     | [ a 12 ]      |
| "Mood for Love" | Leona Lewis | It's All for You                                                                     | 2012     | [ a 12 ]      |
| "Run" (com Helene Fischer) | Gary Lightbody Iain Archer Jonathan Quinn Mark McClelland Nathan Connolly | —                                                                                    | 2020     | [ a 13 ]      |
| "Solo Quiero (Somebody to Love)" (com Cali y El Dandee e Juan Magán)                                                                               | Alejandro Rengifo Alessando Calemme Andrés Torres Ester Dean Juan Magán Leona Lewis Matthew Fonson Mauricio Rengifo Rosalyn Athalie Chivonne Lockhart Ryan Tedder Shane McAnally | —                                                                                    | 2019     | [ n 11 ]      |
| "Headlights" (com Hellberg) | | —                                                                                    | 2018     | [ a 14 ]      |
| "Amore" (Pitbull com participação de Leona Lewis)                                                                                                  | Armando Christian Pérez Leona Lewis | —                                                                                    | 2018     | [ n 12 ]      |
| "You Are the Reason" (com Calum Scott) | Calum Scott Corey Sanders Jon Maguire | Only Human                                                                           | 2018     | [ 31 ]        |
| "Bridge over Troubled Water" (como parte de Artists for Grenfell)                                                                                  | Paul Simon | —                                                                                    | 2017     | [ n 13 ]      |
| "What the World Needs Now (Is Love)" (Smokey Robinson com participação de Leona Lewis, Tori Kelly e Sam Fischer)                                   | Hal David Burt Bacharach | —                                                                                    | 2020     | [ n 14 ]      |
| "Times Have Changed" (Silent Earth com participação de Leona Lewis)                                                                                | | Frequently Asked Questions                                                           | 2008     | [ a 15 ]      |
| "Perfection" | Billy Steinberg Josh Alexander Ruth Anne Cunningham Leona Lewis | Ready for Love                                                                       | 2009     | [ a 16 ]      |
| "Run" (ao vivo da Live Lounge) | Gary Lightbody Iain Archer Jonathan Quinn Mark McClelland Nathan Connolly | The Best of BBC Radio 1's Live Lounge                                                | 2011     | [ n 15 ]      |
| "Let the Sun Shine" (ao vivo da Live Lounge) | Timothy Lee McKenzie | Radio 1's Live Lounge – Volume 6                                                     | 2011     | [ n 16 ]      |
| "1,000 Lights" | Ryan Tedder Brent Kutzle Noel Zancanella Leona Lewis | —                                                                                    | [ a 19 ] |               |
| "Intense" | | —                                                                                    | 2021     | [ a 20 ]      |
| "Fix Me" (Ricky Hil com participação de Leona Lewis)                                                                                               | | Support Your Local Drug Dealer                                                       | 2013     | [ a 21 ]      |
| "Ain't No Mountain High Enough" (Michael Bolton com participação de Leona Lewis)                                                                   | Nickolas Ashford Valerie Simpson | Ain't No Mountain High Enough: A Tribute to Hitsville U.S.A.                         | 2014     | [ n 17 ]      |
| "How Will I Know" (Hannah Arterton, Danny Kirrane, Giulio Corso e Leona Lewis)                                                                     | George Merrill Shannon Rubicam Narada Michael Walden | Walking on Sunshine Original Motion Picture Soundtrack                               | 2014     | [ n 18 ]      |
| "The Power of Love" (Hannah Arterton, Annabel Scholey, Katy Brand, Danny Kirrane, Giulio Corso, Giulio Berruti e Leona Lewis)                      | Huey Lewis Chris Hayes Johnny Colla | Walking on Sunshine Original Motion Picture Soundtrack                               | 2014     | [ n 18 ]      |
| "Walking on Sunshine" (Leona Lewis, Hannah Arterton, Katy Brand, Danny Kirrane, Giulio Corso e Giulio Berruti)                                     | Kimberley Rew | Walking on Sunshine Original Motion Picture Soundtrack                               | 2014     | [ n 18 ]      |
| "Girls Just Wanna Have Fun" (Leona Lewis, Hannah Arterton e Katy Brand)                                                                            | Robert Hazard | Walking on Sunshine Original Motion Picture Soundtrack                               | 2014     | [ n 18 ]      |
| "Wake Me Up Before You Go-Go" (Leona Lewis, Danny Kirrane, Katy Brand, Hannah Arterton, Annabel Scholey, Giulio Corso, Greg Wise e Giulio Berruti) | George Michael | Walking on Sunshine Original Motion Picture Soundtrack                               | 2014     | [ n 18 ]      |
| "Catch Me When I Fall" (Poet com participação de Leona Lewis)                                                                                      | | A Fall to Rise                                                                       | 2016     | [ a 24 ]      |
| "Shine a Little Light" | Ash Howes Leona Lewis Cass Lowe Richard Stannard | —                                                                                    | 2016     | [ n 19 ]      |
| "Time After Time" | Cyndi Lauper Rob Hyman | BBC Radio 2's Sounds of the 80s, Vol. 2                                              | 2016     | [ a 25 ]      |
| "(We All Are) Looking for Home" (Leona Lewis e Diane Warren)                                                                                       | Diane Warren | —                                                                                    | 2016     | [ n 20 ]      |
| "Now We Are Free" | Hans Zimmer | Hans Zimmer: The Classics                                                            | 2016     | [ a 26 ]      |
| "Only Ones to Know" (Pitbull com participação de Leona Lewis)                                                                                      | Armando Christian Pérez Leona Lewis Alex Ross Edwin Paredes Martin Oetegenn Deborah Aramide Jamie Harper Autumn Rowe                                                             | Climate Change                                                                       | 2017     | [ a 27 ]      |
| "Grow Old with Me" (Diane Warren com participação de Leona Lewis e James Morrison)                                                                 | Diane Warren | The Cave Sessions: Vol 1                                                             | 2021     | [ a 28 ]      |
| "Love Song to the Earth" | Toby Gad | —                                                                                    | 2015     | [ 36 ]        |
| "Kiss Me It’s Christmas" (com participação de Ne-Yo)                                                                                               | Anya Jones Biff Stannard Iain James Jez Ashurst | Christmas, with Love Always                                                          | 2021     | [ n 21 ]      |
| "Kiss Me It’s Christmas" (com participação de Iain James)                                                                                          | Anya Jones Biff Stannard Iain James Jez Ashurst | Christmas, with Love Always                                                          | 2021     | [ n 22 ]      |
| "If I Can't Have You" | Barry Gibb Maurice Gibb Robin Gibb | Christmas, with Love Always                                                          | 2021     | [ n 23 ]      |